# Artesina
Artesina is een plaats (frazione) in de Italiaanse gemeente Frabosa Sottana.